# 少花鼠尾草
少花鼠尾草（学名：Salvia pauciflora）为唇形科鼠尾草属下的一个种。屬小喬木，高4-12米；樹皮淡黄褐色或黄白色，偶有红褐色。生於海拔1300-2500米的河岸階地、溝谷、陰山坡或礫石坡。

## 扩展阅读
- 維基物種上的相關：少花鼠尾草